# Carlos Cristián Erdmann de Wurtemberg-Oels

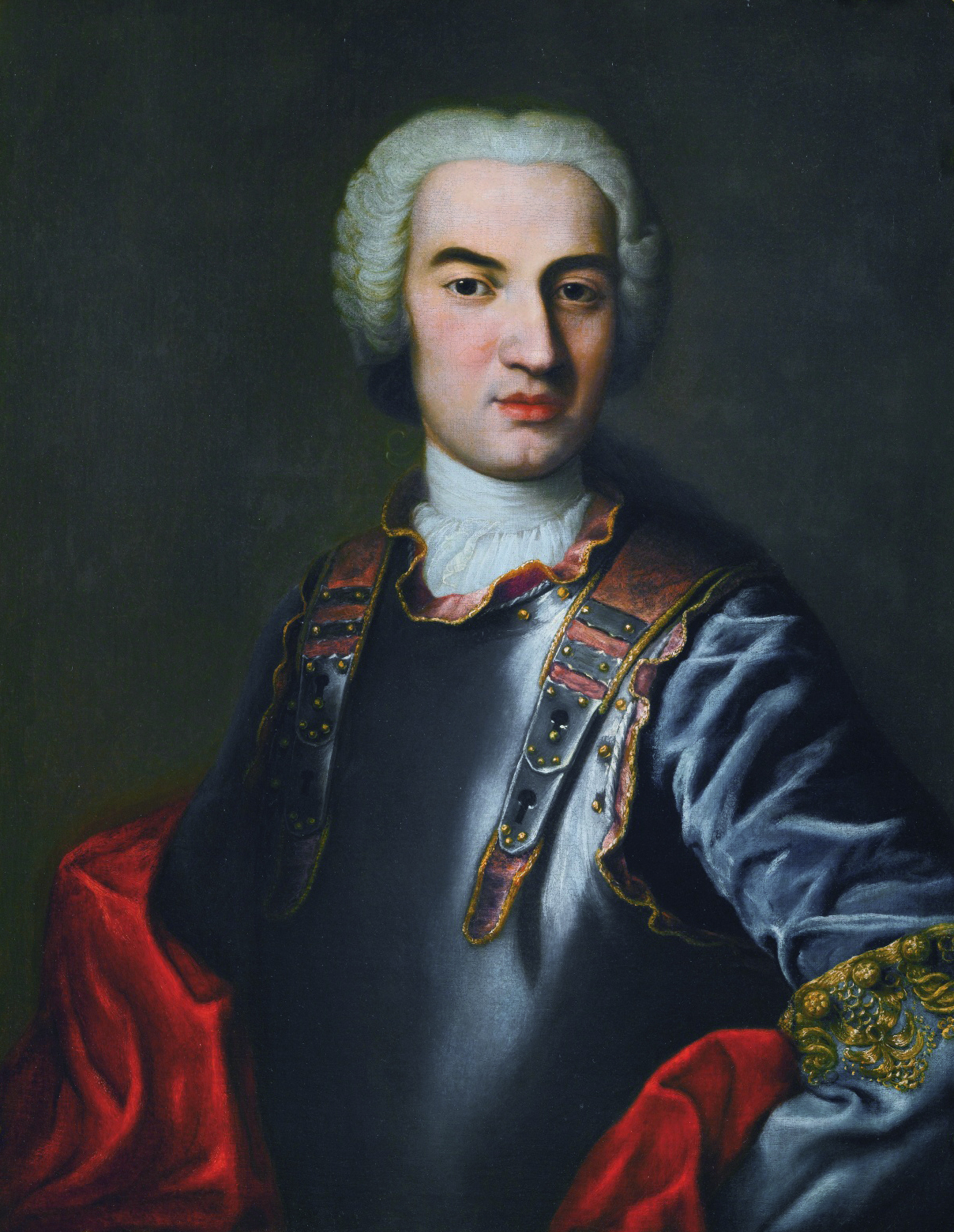
Carlos Cristián Erdmann, duque de Wurtemberg-Oels (1716-1792) (círculo de Jacopo Amigoni).

Carlos Cristián Erdmann de Wurtemberg-Oels (26 de octubre de 1716 en Wilhelminenort cerca de Bernstadt - 14 de diciembre de 1792 en Oels) fue duque reinante de Wurtemberg-Oels y Bernstadt.
Era el único hijo varón del Duque Cristián Ulrico II de Wurtemberg-Wilhelminenort y de su esposa, la Condesa Filipina Carlota de Redern-Krappitz.

## Matrimonio e hijos
Se casó en 1741 con la Condesa María Sofía de Solms-Laubach (1721-1793). Tuvieron dos hijos:
- Federica Sofía Carlota Augusta (1 de agosto de 1751 - 4 de noviembre de 1789), quien se casó con el Príncipe Federico Augusto de Brunswick-Wolfenbüttel-Oels.
- Federico Cristián Carlos (1757-1759), murió en la infancia.